# Kovači (Tutin)
Pour les articles homonymes, voir Kovači.
Kovači (en serbe cyrillique : Ковачи) est un village de Serbie situé dans la municipalité de Tutin, district de Raška. Au recensement de 2011, il comptait 176 habitants.
Kovači est aussi connu sous le nom de Kovače.

## Démographie
| 1948 | 1953 | 1961 | 1971 | 1981 | 1991 | 2002 | 2011 |
| ---- | ---- | ---- | ---- | ---- | ---- | ---- | ---- |
| 294  | 338  | 428  | 425  | 478  | 434  | 259  | 176  |

|  |